# Overcoats
| Recensione                        | Giudizio |
| --------------------------------- | -------- |
| AllMusic                          | [ 1 ]    |
| Robert Christgau                  | B        |
| The New Rolling Stone Album Guide | [ 3 ]    |
| Piero Scaruffi                    | [ 4 ]    |
| Dizionario del Pop-Rock           | [ 5 ]    |
| 24.000 dischi                     | [ 6 ]    |

Overcoats è il secondo album di John Hiatt, pubblicato dalla Epic Records nel 1975.

## Tracce
Brani composti da John Hiatt.
Lato A
1. One More Time – 3:35
2. Smiling in the Rain – 4:16
3. I'm Tired of Your Stuff – 3:41
4. Distance – 3:30
5. Down Home – 3:07

Durata totale: 18:09
Lato B
1. Overcoats – 6:54
2. I Want Your Love Inside of Me – 3:07
3. I Killed an Ant with My Guitar – 3:23
4. Motorboat to Heaven – 5:23
5. The Lady of the Night – 3:09

Durata totale: 21:56

## Musicisti
One More Time
- John Hiatt - chitarra acustica, voce
- Shane Keister - pianoforte
- Billy Puitt - sassofono tenore
- Norm Ray - sassofono baritono
- George Tidwell - tromba
- Irving Kane - trombone
- Ted Reynolds - basso
- Larry London - batteria

Smiling in the Rain
- John Hiatt - pianoforte, voce
- Shane Keister - pianoforte elettrico
- Billy Puitt - flauto, recorder
- Ted Reynolds - basso
- Larry London - batteria

I'm Tired of Your Stuff
- John Hiatt - voce
- Shane Keister - pianoforte
- Bobby Emmons - organo
- Billy Puitt - sassofono tenore
- Norm Ray - sassofono baritono
- George Tidwell - tromba
- Irving Kane - trombone
- Ted Reynolds - basso
- Larry London - batteria

Distance
- John Hiatt - chitarra, voce
- Billy Puitt - flauto
- Jesse Ehrlich - violoncello
- Allan Harshman - viola
- Sam Boghossian - viola

Down Home
- John Hiatt - chitarra acustica, voce
- Shane Keister - pianoforte elettrico
- Billy Puitt - sassofono soprano
- Ted Reynolds - basso
- Larry London - batteria

Overcoats
- John Hiatt - pianoforte, voce
- Billy Puitt - clarinetto, sassofono tenore
- Shane Keister - sintetizzatore moog
- Ted Reynolds - basso
- Larry London - batteria

I Want Your Love Inside of Me
- John Hiatt - chitarra acustica, voce

I Killed an Ant with My Guitar
- John Hiatt - chitarra acustica, percussioni, voce
- Shane Keister - pianoforte
- Ted Reynolds - basso
- Larry London - batteria
- Gene Estes - marimba

Motorboat to Heaven
- John Hiatt - chitarra acustica, voce
- Shane Keister - pianoforte
- Josh Graves - dobro
- John Huey - chitarra steel
- Ted Reynolds - basso
- Larry London - batteria
- Anita Baugh - accompagnamento vocale, coro
- Dianne Davidson - accompagnamento vocale, coro
- Sadie - accompagnamento vocale, coro
- Tracy Nelson - accompagnamento vocale, coro

The Lady of the Night
- John Hiatt - chitarra, voce
- Shane Keister - pianoforte elettrico
- Josh Graves - dobro
- John Huey - chitarra steel
- Ted Reynolds - basso
- Larry London - batteria